# Sankt Göran och draken (Tintoretto)
Sankt Göran och draken är en oljemålning av den italienske konstnären Tintoretto. Den målades omkring 1555 och ingår i National Gallerys samlingar i London. Målningen var troligen ursprungligen en privat altartavla. Den testamenterades 1831 till National Gallery av William Holwell Carr.
Sankt Göran från Kappadokien var en romersk officer och kristen martyr som dog år 303 under kejsar Diocletianus förföljelse av kristna. "Sankt Göran och draken" var ett vanligt legendmotiv inom konsten under medeltiden och renässansen, känd från 1200-talsverket Legenda aurea. Där skildras hur helgonet räddar en prinsessa från en hotfull drake. Tintorettos bildkomposition är ovanlig då den fokuserar på prinsessan Cleodolinda och hennes flykt. I mellangrunden visas hur den beridna Sankt Göran sätter lansen i draken; ett annat offer för drakens framfart ligger död på marken. I bakgrunden syns staden Silenes höga murar som enligt legenden låg i Libyen och vars befolkning offrat prinsessan för att själva skonas. På himlen framträder Gud fader och välsignar Sankt Göran.